# HD 204313
HD 204313 — звезда, которая находится в созвездии Козерога на расстоянии около 164 световых лет от нас. Вокруг звезды обращается, как минимум, одна планета.

## Характеристики
По своим характеристикам HD 204313 напоминает наше Солнце: это жёлтый карлик главной последовательности с массой, эквивалентной 1,045 солнечной. По возрасту звезда чуть моложе нашего дневного светила: около 3,38 миллиардов лет (по сравнению с солнечными 4,57 миллиардами лет). Температура поверхности достигает 5767 кельвинов.

## Планетная система
В данной системе обнаружена планета-гигант HD 204313 b, превосходящая по массе Юпитер в 4 с лишним раз. Она обращается на расстоянии 3,082 а. е. от родительской звезды, совершая полный оборот за 5,29 лет. Открытие было совершено группой астрономов с помощью спектрографа CORALIE в августе 2009 года.